# 이갈 아미르
이갈 아미르(Yigal Amir, 1970년 5월 23일 ~ )는 이스라엘의 극우주의자이자, 이츠하크 라빈 이스라엘 총리 사살범이다.
예멘계 정통파 유대인 집안 출신으로, 러시아 여성과 결혼하여 슬하 1남을 둔 남성이다.

## 생애

### 직계 가족 관계
- 아버지: Shlomo Amir
- 어머니: Geula Amir
  - 본인: 이갈 아미르(Yigal Amir)
  - 부인: Larisa Trembovler Amir(러시아 여성)
    - 아들: Yinon Amir

### 학력
- 1993년 이스라엘 텔 아비브 구 라마 트간 바르 일란 대학교 히브리어학과 학사

### 이츠하크 라빈이스라엘총리암살 사건
1995년 11월 4일에 이츠하크 라빈 당시 이스라엘 총리를 총으로 사살(암살)하고 체포되어 이듬해 1996년 3월 27일 특별형사재판에서 무기징역형을 선고받고 이후 현재까지 이스라엘 예루살렘 형무소에서 복역 중이다.